# Джулия (имя)
Джу́лия (англ. Julia, итал. Giulia) — женское имя, используемое в английском и итальянском языках. Русский аналог имени — Юлия, испанский — Хулия.
Итальянцы (по данным компании «IP-Ipsos» до 2009 г.), в большинстве своем предпочитают называть новорожденных девочек Джулия (имя Джулия происходит от греческого слова «кудрявый»).

## Персоналии
- Джулия Медичи — дочь флорентийского герцога Алессандро из рода Медичи, в первом замужестве — герцогиня Пополийская.
- Джулия Неаполитанская — дочь короля Неаполя Федерико I из рода Трастамара, в замужестве — маркиза Монферрато.
- Giulia (род. 1984) — румынская певица.